# Johann Georg Schrepfer

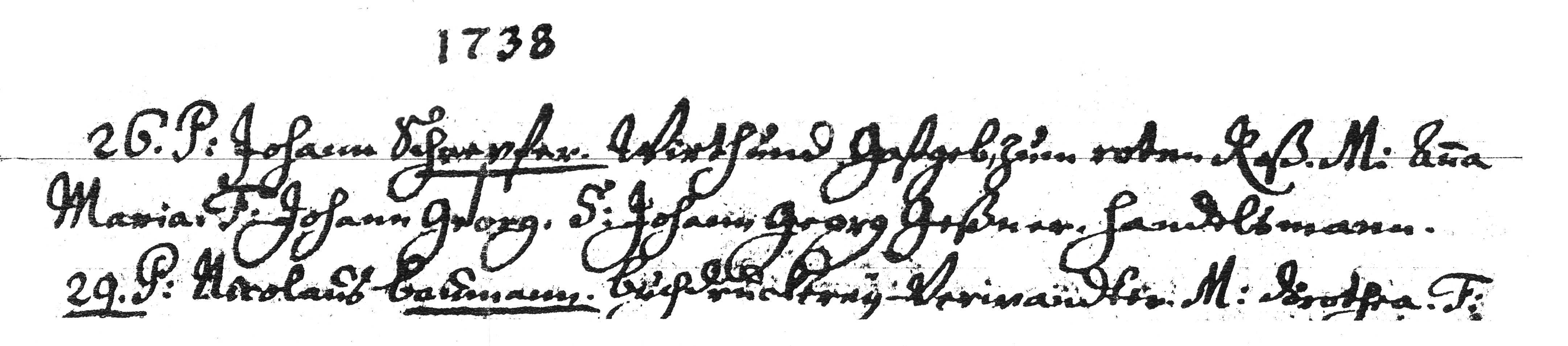
Eintrag zu Schrepfer vom 26. März 1738 im Taufregister zu St. Sebald Nürnberg

Johann Georg Schrepfer auch Johann Georg Schröpfer (* getauft 26. März 1738 in Nürnberg; † 8. Oktober 1774 in Leipzig), nach anderen Angaben geboren 1730, war ein deutscher Freimaurer, Hochstapler, Zauberkünstler und Okkultist.
Er war ein Pionier der Séance-Unterhaltung und hat als einer der ersten die Laterna Magica zur Projektion von Geistererscheinungen eingesetzt. Er gab Vorführungen in seinem Leipziger Kaffeehaus, wobei er das Publikum überzeugte, er könne mit Toten sprechen.

## Leben
Schrepfer wurde am 26. März 1738 in der St. Sebald-Kirche in Nürnberg getauft und war der Sohn des Gastwirts Zum Roten Roß am Weinmarkt 14 und ab 1744 Wirt des Zum Goldenen Lamm in der Breiten Gasse 58. Als sein Vater 1744 Konkurs anmeldete, verließ Johann Georg Schrepfer mit zwei anderen Söhnen die Stadt. Nach eigenen Angaben war er eine Zeit lang preußischer Husar, anderen erzählte er, dass er in kaiserlichen Diensten Offizier gewesen wäre. Er kam 1760 nach Leipzig, als die Stadt von Preußen besetzt war, und arbeitete zunächst als Kellner (Weinschenk). Im September 1761 heiratete er die Tochter eines Schneidermeisters. 1769 kaufte er ein Kaffeehaus im Leipziger Barfußgäßchen (ab 1841 Zills Tunnel) und erhielt eine Lizenz für Billardspiel, Kaffee- und Teeausschank. Durch den Hauskauf war er hochverschuldet.
Spätestens 1772 gründete er die „Loge der ächten Maurerey“. Schrepfer selbst war zuvor nie selbst als Freimaurer aufgenommen worden. 1772 hielt er in seinem Kaffeehaus Versammlungen seiner Loge ab. Nach seinen Angaben hatte er die Rückendeckung der Jesuiten. Er verwendete Gedankengut der Rosenkreuzer und stand wahrscheinlich mit ihnen in Verbindung (er unternahm häufig längere Reisen zu Zentren der Rosenkreuzer in Frankfurt und Berlin und nach seinem Tod spielten wichtige Mitglieder seiner Loge eine bedeutende Rolle bei den Gold- und Rosenkreuzern). Er gab sich als schottischer Maurer aus und veranstaltete Geisterbeschwörungen und Erscheinungen mit Hilfe von Projektionen aus einer Laterna Magica, die ihm halfen, Mitglieder der angesehenen, 1766 gegründeten städtischen Loge Minerva der Freimaurer der Strikten Observanz in seine Loge zu ziehen. Gleichzeitig setzte er die Loge Minerva herab, so dass diese ihn 1773 zu sich zitierte und zur Mäßigung riet. Statt dem zu folgen, legte er in Flugschriften deren geheime Rituale offen. Zunächst konnte er sich aber durchsetzen und wurde sogar vom Herzog von Braunschweig als Freimaurer anerkannt.
Schrepfers Darbietungen nutzten eine Vielfalt von Techniken. Er befreundete sich mit dem Apotheker und Naturforscher Johann Heinrich Linck, der ihn bei der Beschaffung notwendiger optischer Geräte und Chemikalien unterstützte. Einige seiner Techniken wurden von Paul Philidor und später von Étienne-Gaspard Robert übernommen. Philidor hat seine Darstellungen „Schröpferesque Geisterscheinings“ genannt. Diese entwickelten sich zu Phantasmagorie, einer im 18. und 19. Jahrhundert quer durch Europa sehr populären Theaterform.
Er begann, die Geheimnisse der Minerva-Loge öffentlich preiszugeben und verunsicherte somit den gesamten deutschlandweiten Orden. Die Loge rief ihren Großmeister, den Dresdner Herzog Carl von Curland, Sohn des früheren Kurfürsten Friedrich August II., um Hilfe an. Daraufhin ließ ihn Curland am 17. September 1773 illegal im Linck'schen Garten verhaften, worüber sich Schrepfer erfolgreich beim Leipziger Rat beschwerte. Die Sache wurde intern beigelegt und Schrepfer schließlich sogar nach Dresden eingeladen, wo er, im Kurländer Palais, für Mitglieder des Hoch- und Hofadels „Geister“ erscheinen ließ. Die Anwesenden waren tatsächlich so begeistert, dass sie Schrepfer vertrauten.
Schrepfer nutzte das ihm geschenkte Vertrauen und erfand ein Vermögen, das angeblich auf Schweizer Banken deponiert ist – churfürstlich sächsische Cammercreditcassen-Scheine im Wert von Millionen Talern. Der sächsische Adel fiel auf den Schwindel herein und gewährte Schrepfer zehntausende Taler gegen Schuldscheine. Auch der Konferenzminister Friedrich Ludwig von Wurmb, der für diese sächsischen Staatsanleihen und deren Schutz eigentlich verantwortlich war, ließ sich von Schrepfer täuschen.
Am 15. September 1774 wurden die Schatzkisten von Schrepfer mit seinen angeblichen Cammercreditcassen-Scheinen, die Wurmb aus Frankfurt nach Leipzig bringen ließ, in Leipzig in Anwesenheit hoher Logenbrüder geöffnet (Schrepfer selbst war nicht anwesend, da er nach eigenen Angaben kurzfristig nach Schkeuditz nahe der preußischen Grenze reisen musste). Der Inhalt der Kisten war wertlos. Die geprellten Logenbrüder standen nun vor einem Problem, da eine öffentliche Anzeige eine peinliche Untersuchung nach sich gezogen hätte. Insbesondere wäre dabei die Verbindung wichtiger Persönlichkeiten in Sachsen mit dem reaktionären, antiaufklärerischen Geheimorden der Gold- und Rosenkreuzer offenbar geworden.

## Tod
Über den Tod von Schrepfer gibt es verschiedene Theorien. Fest steht, dass Schrepfer am Morgen des 8. Oktober 1774 im Leipziger Rosental unter mysteriösen Umständen durch eine Schussverletzung ums Leben kam. Dabei waren fünf seiner getäuschten Anhänger anwesend, die Kammerherrn des sächsischen Herzogs von Carl von Curland, Hans Rudolf von Bischoffwerder und Christian Friedrich von Hopfgarten, der auch Kriegsrat war, die Görlitzer Kaufleute Fröhlich und Petri und der Leipziger Advokat Johann Heinrich Hoffmann. Alle hatten sich am Abend zuvor im Haus von Schrepfer getroffen und zu einem Spaziergang in das Rosenthal verabredet, wobei sie so früh aufbrachen, dass alles in völliger Dunkelheit ablief. Um 5.30 Uhr am Morgen war Schrepfer schon tot, nach Aussage der Zeugen durch Suizid mit einer Pistole.
Eine Theorie geht davon aus, dass Schrepfer durch die von ihm erzeugten Illusionen verrückt geworden sei und sich vor Publikum selbst erschoss, um sich dann selbst wieder auferstehen zu lassen.
Eine andere Theorie vermutet, dass Schrepfer keinen Selbstmord begangen hat, sondern von seinen Begleitern im Rahmen einer Verschwörung ermordet wurde.
Die aufgenommenen Zeugenaussagen des Leipziger Gerichts widersprechen sich; die beiden kriegserfahrenen Kammerherren wurden laut Gerichtsakten gar nicht vernommen. Der junge Kurfürst Friedrich August III. ließ sich die Leipziger Akten sowie den beschlagnahmten Schrepfer-Briefwechsel nach Dresden kommen – letzterer kam nicht zurück und ist bis heute verschwunden. Die Dresdner Staatsregierung unterband sämtliche notwendigen weiteren Untersuchungen und so wurde der Fall als Selbstmord zu den Akten gelegt. Der Kammerherr Bischoffwerder verließ noch im gleichen Herbst Sachsen und ging ins preußische Schlesien.

## Verdunkelte Affäre
Die Mordtheorie beruft sich auf Sichtungen der Originalakten (vor allem Schrepfer-Akten im Stadtarchiv Leipzig) und neu aufgefundener Dokumente (u. a. Brief Bischoffwerders an den Konferenzminister Friedrich Ludwig von Wurmb, zeitgenössische Handschrift Schrepfers Lehre, Briefe Schrepfers, Brief des Herzogs von Kurland an den Kommandanten der Pleißenburg). Der erhaltene Obduktionsbericht Schrepfers im Leipziger Stadtarchiv legt nach einem Gutachten (Juni 2011) eines Leipziger Rechtsmediziners nahe, dass bei dem „Selbstmord“ handgreiflich nachgeholfen wurde.
Zu viel stand auf dem Spiel, wenn der hochverschuldete Schrepfer vor Gericht gestellt worden wäre: Der Filz des Tempelherren-Ordens bis in höchste Kreise, die verbotene Spekulation von Mitgliedern des Hochadels mit – angeblichen – sächsischen Staatspapieren (Cammercreditcassen-Scheine), der Anteil der Gold- und Rosenkreuzer. Mehrere der Beteiligten wurden nach Schrepfers Tod Zirkelleiter der Gold- und Rosenkreuzer in Sachsen; sie hatten die Absicht, die Freimaurerei zu unterwandern, um die Aufklärungsideen mit ihrer katholisch „reinen Lehre“ zurückzudrängen und somit politischen Einfluss im protestantischen Norden Deutschlands zu gewinnen. Über Bischoffwerder und Wöllner und ihre Rosenkreuzerloge am preußischen Hof ist das dann auch gelungen.
Die seit mehr als 200 Jahren zirkulierenden Berichte, Aufsätze, Bücher über Schrepfer basieren vor allem auf den Legenden, die unmittelbar nach seinem Tod gestreut wurden.
Die Affäre um Johann Georg Schrepfer ist symptomatisch für die Gegenbewegung des Aufklärungszeitalters, die „dunkle“ Seite der Aufklärung.

## Sonstiges
- Schrepfer diente Friedrich Schiller (in Dresden, bei seinem Freund und Freimaurer Christian Gottfried Körner, Minerva-Mitglied) als eine Vorlage neben anderen für seinen unvollendeten Roman Der Geisterseher.
- Der Maler und Schriftsteller Wilhelm von Kügelgen berichtet über Schrepfer in einer Passage der Jugenderinnerungen eines alten Mannes.
- Theodor Fontane geht auf die Affäre in seinen Wanderungen durch die Mark Brandenburg, Band 3 (Marquardt von 1795 bis 1803) ein in Zusammenhang mit General Hans Rudolf von Bischofswerder und Schloß Marquardt. Fontane nennt Schrepfer den bemerkenswertesten „Alchimisten und Wunderleuten“ im Umkreis des Herzogs Karl von Kurland. Er besaß nach Fontane einen „Apparat“, der zum Besten gehörte, was zu seiner Zeit zur Verfügung stand. „Dazu war er kühn und von einem gewissen ehrlichen Glauben an sich selbst. Es scheint, dass er inmittel all seiner Betrügereien doch ganz aufrichtig die Meinung unterhielt: jeder Tag bringt Wunder, warum sollte am Ende nicht auch mir zuliebe ein Wunder geschehen ?“[9]